# Бесы (телесериал, 2006)
«Бе́сы» — 6-серийная экранизация романа Ф. М. Достоевского «Бесы». Режиссёры фильма — Валерий Ахадов и Геннадий Карюк.
Произведено по заказу правительства Москвы кинокомпанией «Телефильм». В России фильм был впервые показан телеканалом «Столица» с 17 по 21 декабря 2007 года.

## В ролях
- Юрий Колокольников — Николай Ставрогин
- Владимир Вдовиченков — Иван Шатов
- Ирина Купченко — Варвара Петровна Ставрогина
- Леонид Мозговой — Степан Трофимович Верховенский
- Евгений Стычкин — Петр Верховенский
- Инга Оболдина — Марья Лебядкина
- Алексей Гришин — хроникёр (роль озвучивал Денис Бургазлиев)
- Игорь Гордин — Кириллов
- Игорь Яцко — Липутин
- Анатолий Горячев — Лямшин
- Глеб Подгородинский — Виргинский
- Алёна Ивченко — Виргинская
- Владимир Капустин — Шигалев
- Антон Шурцов — Эркель
- Наталья Рогожкина — Шатова
- Виталий Хаев — Лебядкин
- Глафира Тарханова — Лиза
- Екатерина Вилкова — Даша Шатова
- Дарья Давыдова — Матрёша
- Александр Арсентьев — Маврикий Николаевич
- Алексей Фаддеев — каторжный
- Андрей Межулис — губернатор фон Лембке
- Маргарита Шубина — Юлия Михайловна

## Съёмочная группа
- Сценарист — Павел Финн
- Режиссёры-постановщики — Валерий Ахадов, Геннадий Карюк
- Режиссёр — Феликс Шультесс
- Оператор — Александр Карюк
- Композитор — Юрий Красавин
- Художник-постановщик — Екатерина Татарская
- Художники по костюмам — Юрий Хариков, Ирина Милакова
- Директор съёмочной группы — Юлия Корчагина
- Продюсер — Юрий Мацюк

Декорации к фильму были выстроены в 8-м павильоне «Мосфильма» по проекту художника-постановщика Екатерины Татарской.